# Johann Timotheus Hermes
Johann Timotheus Hermes (31. května 1738 Petznick u Stargardu – 24. července 1821 Vratislav) byl německý básník, romanopisec a protestantský teolog.

## Život
Johann Timotheus Hermes studoval teologii v Královci, a poté se stal učitelem v Braniboru nad Havolou. Pak zastával několik duchovních úřadů, byl polním kurátem, dvorním kazatelem v Anhaltsku a farářem v Plessu (dnešní Psczyna). V roce 1771 byl Hermes jmenován profesorem teologie na Magdaleneu ve Vratislavi a o čtyři roky později proboštem v Breslauer Neustadt. Později byl pastorem v kostelech sv. Magdaleny a Alžběty a od roku 1808 superintendentem kostelů a škol Vratislavského knížectví.

## Dílo
Hermes je známý především svými romány Příběh slečny Fanny Wilkesové (1766) a Sophiina cesta z Memelu do Saska (1769–1773), které byly ve své době velmi úspěšné a byly přeloženy do několika jazyků. Druhý z nich patřil k nejčtenějším románům 18. století v Německu, dal autorovi přezdívku „Sophien-Hermes“ a dodnes má díky svým realistickým popisům kulturní a historický význam. Obsahuje již některé prvky psychologického románu, který se rozvinul později v 19. století. Sophiina cesta je přitom typickým dílem své doby a jedním z nejvýznamnějších sentimentálních románů, jímž Hermes vnesl do německé literatury styl svého vzoru Samuela Richardsona. Přestože autor pak ještě napsal několik románů, žádný se nedokázal přiblížit úspěchu Sophiiny cesty nebo Slečny Fanny Willkesové. V roce 1779 Hermes samostatně vydal zhudebněné básně ze Sophiiny cesty jako Písně a árie; hudbu k nim složil Johann Adam Hiller. Dalšími skladateli, kteří zhudebnili Hermesovy básně, byli Maria Theresia von Paradis, Joseph Martin Kraus, Franz Anton Hoffmeister a Wolfgang Amadeus Mozart.
Hermes se však také dočkal posměchu od jiných spisovatelů, a to navzdory svému úspěchu nebo snad kvůli němu. Goethe a Schiller si z něj utahovali ve svých aforismech.
V roce 1888 byl ve vídeňském Josefstadtu založen bibliofilský spolek pod názvem Johann Timotheus Hermes, který působil až do anšlusu Rakouska nacistickým Německem, kdy mnoho členů muselo Rakousko opustit. V roce 1987 bylo toto bibliofilské sdružení obnoveno.